# Ruta N del metro de Nova York
La Ruta N Broadway Express és un servei de ferrocarril metropolità subterrani del Metro de Nova York, als Estats Units d'Amèrica. El servei N sempre opera entre les estacions de Astoria-Ditmars Boulevard i Coney Island-Stillwell Avenue.
Tot el dia menys tard a la nit, la ruta N passa per Manhattan Bridge des de i direcció a Brooklyn i circula de forma exprés a través del corredor de Fourth Avenue Line. A la nit circula pel Lower Manhattan i Montague Street Tunnel fent totes les parades i reemplaçant la ruta R. A Manhattan opera de forma exprés entre les estacions de 34th Street i Canal Street els dies laborables.
A diferència d'altres metros, cada servei no correspon a una única línia, sinó que un servei pot circular per diverses línies de ferrocarril. El servei N utilitza les següents línies:
| Ruta N del Metro de Nova York | Línia              | <<                     | >>                     | Vies                                     | Temps                   |
| ----------------------------- | ------------------ | ---------------------- | ---------------------- | ---------------------------------------- | ----------------------- |
| Ruta N del Metro de Nova York | Astoria Line       | tota la línia          | tota la línia          | local                                    | sempre                  |
| Ruta N del Metro de Nova York | Broadway Line      | nord de 34th Street    | nord de 34th Street    | local                                    | sempre                  |
| Ruta N del Metro de Nova York | Broadway Line      | 34th Street            | Canal Street           | express (local weekends and late nights) | sempre                  |
| Ruta N del Metro de Nova York | Broadway Line      | sud de Prince Street   | sud de Prince Street   | local                                    | de nit                  |
| Ruta N del Metro de Nova York | Manhattan Bridge   | tota la línia          | tota la línia          | south                                    | sempre excepte a la nit |
| Ruta N del Metro de Nova York | Fourth Avenue Line | nord de Pacific Street | nord de Pacific Street | local                                    | de nit                  |
| Ruta N del Metro de Nova York | Fourth Avenue Line | Pacific Street         | 59th Street            | express (local late nights)              | sempre                  |
| Ruta N del Metro de Nova York | Sea Beach Line     | tota la línia          | tota la línia          | local                                    | sempre                  |